# Törő Gergely Zsolt
Törő Gergely Zsolt (Fehérgyarmat, 1994. április 28. –) magyar színész.

## Életpályája
1994-ben született Fehérgyarmaton, Cégénydányádon nőtt fel. 2012-ben érettségizett a nagykállói Korányi Frigyes Gimnáziumban. 2014-2019 között a Kaposvári Egyetem színész szakán tanult. 2019-2022 között a kaposvári Csiky Gergely Színház tagja volt. 2022-től a nyíregyházi Móricz Zsigmond Színház színésze.

## Színházi szerepei
Móricz Zsigmond Színház
- Fejes Endre – Presser Gábor: Jó estét nyár, jó estét szerelem (Sofőr; Rendőr 1)
- Waldheim - Szerb Antal: Utas és holdvilág
- Karinthy Frigyes fordítása alapján: Micimackó a Pagony utca 100-ban (Róbert Gida)
- A Dreamworks mozifilmje alapján: Kapj el ha tudsz! A Musical (Cod)

- Friedrich Dürrenmatt: Az öreg hölgy látogatása (Festő)

- Eric Toledano és Olivier Nakache Életrevalók című filmforgatókönyve alapján Molnár Anna magyar szövegének felhasználásával a Móricz Zsigmond Színház színpadára írta: Szabó Máté és Perczel Enikő: Életrevalók (Driss öccse; Galériás barátja; Bastien, Elisa barátja; Álláskereső; Fellépő a születésnapon)